# Hungerford (Teksas)
Hungerford je naseljeno mjesto za statističke potrebe u američkoj saveznoj državi Teksas. Prema popisu stanovništva iz 2010. u njemu je živjelo 347 stanovnika.